# John Phillips (zanger)
John Phillips, geboren als John Edmund Andrew Phillips (Parris Island (South Carolina), 30 augustus 1935 – Los Angeles, 18 maart 2001), was een Amerikaanse zanger, gitarist en songwriter. Hij was een lid van en leider van de groep The Mamas and the Papas.

## Eerste levensjaren
Phillips werd geboren in Parris Island. Zijn vader was een gepensioneerde soldaat die, op de weg terug van Europa na de Eerste Wereldoorlog, een café won van een collega-soldaat in een spelletje poker. Zijn moeder was een Cherokee-indiaan en zij ontmoette Phillips' vader in Oklahoma. Volgens Phillips' autobiografie, Papa John, was zijn vader een alcoholist, die een slechte gezondheid had.
Opgroeiend in Alexandria (Virginia) werd Phillips er door Marlon Brando en andere filmsterren toe geïnspireerd machogedrag te vertonen. Hij vormde een kleine tienerbende, die niet al te intimiderend kan zijn geweest omdat ze ook doo wop-liedjes zongen. Als middelmatige maar populaire leerling was hij de ster van zijn schoolbasketbalteam. Hij ging naar de Marine Academie en Hampden-Sydney College, maar maakte deze niet af en niet lang daarna trouwde hij met de eerste van zijn vier vrouwen, Susan Adams. Zij was de dochter van een rijke familie. Samen kregen ze een zoon, Jeffrey en een dochter, (Laura) Mackenzie Phillips. Mackenzie werd beroemd door haar rol in American Graffiti.

## The Mamas and the Papas
Phillips was een slechte echtgenoot; hij verlangde ernaar succes te hebben in de muziekindustrie en reisde begin jaren 60 naar New York om een platencontract te krijgen. Zijn eerste band, The Journeymen, was een folk-trio. Hij ontplooide zich verder in Greenwich Village tijdens de Amerikaanse folkmuziekrevival en ontmoette daar zijn toekomstige "The Mamas and the Papas"-collega's Denny Doherty en Cass Elliot. De tekst van hun lied Creeque Alley beschrijft deze periode.
Terwijl hij op tournee was door Californië ontmoette hij zijn toekomstige tweede vrouw, Michelle Gilliam. Hun verhouding leidde uiteindelijk tot de ontbinding van zijn eerste huwelijk, en ze trouwden in 1962. Hij bleef tot 1970 met haar getrouwd en samen kregen ze één dochter, Chynna Phillips, de oprichtster van de meidengroep Wilson Phillips.
Phillips was de belangrijkste liedjesschrijver en arrangeur van The Mamas and the Papas. In het begin van het bestaan van de groep waren John en Michelle verantwoordelijk voor de meeste liedjes van de groep. John kwam meestal met een melodie en een paar zinnen, en Michelle hielp hem dan met de rest van de tekst. Nadat ze getekend hadden bij Dunhill Records, hadden ze verschillende Billboard-toptienhits tijdens het korte bestaan van de groep, waaronder California Dreamin', Monday, Monday, I Saw Her Again, Creeque Alley en 12:30 (Young Girls Are Coming to the Canyon). John Phillips schreef ook "San Francisco (Be Sure to Wear Some Flowers in Your Hair)", de hit van Scott McKenzie in 1967. Phillips schreef ook het vaak gecoverde "Me and My Uncle", dat vaker is uitgevoerd dan welke ander nummer dan ook tijdens 30 jaar Grateful Dead-concerten.
De populariteit van de groep concurreerde aan het eind van de jaren 60 met die van de The Beatles, The Doors en The Rolling Stones. Hoewel de groep maar een paar jaar heeft bestaan, met een productie van vijf studio-albums, wordt hun muziek beschouwd als behorende tot de beste popmuziek van de 20e eeuw. De groep ging uit elkaar vooral omdat Cass Elliot een solocarrière wilde beginnen, en omdat er persoonlijke problemen waren tussen Phillips, Michelle en Denny Doherty. Michelle is in 1966 korte tijd ontslagen geweest omdat ze een verhouding had met zowel Denny als Gene Clark en werd twee maanden vervangen door Jill Gibson, de vriendin van hun producer Lou Adler. Hoewel Michelle vergiffenis werd geschonken en mocht terugkeren in de groep, hielden de persoonlijke problemen aan en zorgden deze voor het uiteenvallen van de groep in 1968. Cass Elliot had daarna een succesvolle solocarrière tot haar dood in 1974.
De leden van de familie Phillips waren Hollywood-beroemdheden; ze woonden in de heuvels van Hollywood en trokken op met sterren als Jack Nicholson, Warren Beatty en Roman Polanski.

## Na The Mamas and the Papas, de ups-and-downs
Phillips bracht zijn eerste solo-album, Wolfking of L.A. uit in 1970. Het album was commercieel niet echt een succes hoewel er een kleine hit op stond, "Mississippi", en Phillips trok zich terug uit de spotlight terwijl zijn drugsgebruik toenam.
Actrice Geneviève Waïte werd in 1972 zijn derde vrouw. Tamerlane en Bijou Phillips zagen het levenslicht tijdens dit huwelijk, dat gemarkeerd werd door jaren van ongelimiteerd drugsgebruik, ontrouw en falende kunstzinnige uitingen. John produceerde een album van Genevieve Waite, Romance Is On the Rise, dat geen blijvende indruk heeft achtergelaten. Haar carrière als actrice prikkelde Phillips' vasthoudendheid door muziek te schrijven voor films en Broadway-uitvoeringen. Hij schreef een musical, maar die werd genadeloos bekritiseerd en werd tijdens de try-outs al geschrapt.
Phillips verhuisde naar Londen. Hij begon nieuwe liedjes te schrijven in 1973 toen Mick Jagger hem aanmoedigde om een nieuw solo-album op te nemen. Het album werd uitgebracht op Rolling Stones Records en gefinancierd door RSR-distributeur Atlantic Records. Jagger en Keith Richards produceerden en speelden op het album, net als voormalige Rolling Stone Mick Taylor en toekomstige Rolling Stone Ronnie Wood. Het project ontspoorde door Phillips toenemende cocaïne- en heroïne-gebruik, middelen die hij naar eigen zeggen "twee jaar lang elke vijftien minuten in zijn lichaam spoot." (E! True Hollywood Story, Mackenzie Phillips.)
Wonderbaarlijk genoeg overleefde hij, maar bijna al het andere in zijn leven, inclusief het nieuwe album, kwam tot stilstand. Decennia later, in 2001, werden de tracks van het album van 1973, het album Half Stoned, uitgebracht als Pay Pack & Follow. Het album is een interessante compilatie van vocal harmony, countrymuziek en rock-'n-roll. Hoewel het album een trip naar het verleden van de jaren 70 is, verhinderde het gedateerde geluid dat het album werd ontdekt door de pers en het gemiddelde publiek.
In 1975 werd Phillips, nog steeds wonend in Londen, opgedragen om de soundtrack te schrijven voor de nieuwe film van Nicolas Roeg, The Man Who Fell to Earth, met David Bowie in de hoofdrol. Phillips vroeg Mick Taylor om te helpen, en de film werd uitgebracht in 1976.
Tussen 1978 en 1980 zou Phillips een incestueuze relatie met zijn dochter Mackenzie hebben gehad, volgens haar autobiografie uit 2009.
Nadat Phillips in 1981 veroordeeld was vanwege drugsgebruik, verschenen Phillips en zijn dochter en televisiester Mackenzie in de media met een antidrugscampagne. Deze pr-campagne hielp om zijn gevangenisstraf te bekorten; hij hoefde uiteindelijk slechts een maand in de gevangenis door te brengen. Na zijn vrijlating richtte hij The Mamas and the Papas opnieuw op, met zijn dochter Mackenzie Phillips, Spanky McFarlane en Denny Doherty. Gedurende de rest van zijn leven toerde hij met verschillende samenstellingen van deze groep. The Mamas and the Papas werden geïntroduceerd in the Rock 'n Roll Hall of Fame op 12 januari 1988.
In 1985 scheidde hij van Waite. In 1986 publiceerde hij een bestseller: zijn autobiografie Papa John. Hij schreef mee aan het lied voor The Beach Boys Kokomo, dat een nummer één hit werd in 1988. ("Kokomo" was in de jaren 60 een eufemisme voor cocaïne.)
In de jaren 90 kwam aan zijn verslaving een eind, hij kreeg een levertransplantatie in 1992. Phillips overleed op 18 maart 2001 in Los Angeles aan hartfalen. Hij is bijgezet in een crypte op de Forest-begraafplaats, vlak bij Palm Springs in Californië, waar hij woonde met zijn vierde vrouw, Farnaz. Hij liet vijf kinderen na (Jeffrey Phillips, Mackenzie Phillips, Chynna Phillips, Tamerlane Phillips en Bijou Phillips) plus een muziekcollectie. Hij overleed slechts enkele dagen na het voltooien van zijn nieuwe album Phillips 66, dat postuum werd uitgebracht in augustus 2001.

## Solo discografie
- John Phillips (John, the Wolf King of L.A.) (1969)
- Brewster McCloud (1970) Soundtrack met Merry Clayton
- Pay Pack & Follow (2001)
- Phillips 66 (2001)